# Colonia la Peñita
Colonia la Peñita är en ort i Mexiko.   Den ligger i kommunen Ciudad Fernández och delstaten San Luis Potosí, i den centrala delen av landet, 290 km norr om huvudstaden Mexico City. Colonia la Peñita ligger 1 040 meter över havet och antalet invånare är 204.
Terrängen runt Colonia la Peñita är platt åt nordost, men åt sydväst är den kuperad. Runt Colonia la Peñita är det ganska glesbefolkat, med 29 invånare per kvadratkilometer. Närmaste större samhälle är Río Verde, 10,9 km öster om Colonia la Peñita. Trakten runt Colonia la Peñita består i huvudsak av gräsmarker.